# Bouchfaa
Bouchfaa  (in arabo بوشفاعة‎?) è un centro abitato e comune rurale del Marocco situato nella provincia di Taza, regione di Fès-Meknès. Conta una popolazione di 10 724 abitanti (censimento 2014).